# Francesco Cilea
Francesco Cilea (Palmi, cerca de Regio de Calabria, 23 de julio de 1866 - Varazze, cerca de Savona, 20 de noviembre de 1950) fue un compositor de ópera italiano, con un notorio éxito inicial que no logró mantener mientras el gusto del público fue cambiando. Heredero de la corriente verista italiana de finales del siglo XIX y principios del XX, en 1913, luego de estrenar un poema sinfónico coral en honor de Giuseppe Verdi en el Teatro Carlo Felice de Génova, se dedicó a la dirección de conservatorios de música y la enseñanza. Dictó clases en Florencia, Palermo y finalmente Nápoles, donde trabajó desde 1916 hasta su retiro en 1936. Publicó también piezas para piano y música de cámara.
El Conservatorio estatal de música de Regio Calabria, debe su nombre a Cilea.

## Óperas
- Gina (9 de febrero de 1889, Teatro Conservatorio S. Pietro alla Majella, Nápoles). Ópera melodramática (melodramma idílico), compuesta mientras Cilea era estudiante en el conservatorio, que atrajo la atención de los editores Sonzogno, que produjeron una segunda representación en Florencia, en 1892. Gina tiene un libreto de Enrico Golisciani, adaptación de una vieja pieza francesa, Catherine, ou La Croix d'or de Mélesville.

- La Tilda (7 de abril de 1892, Teatro Pagliano, Florencia). Melodrama en tres actos, compuesto sobre el libreto de Angelo Zanardini; en el mismo año logró presentarse en muchos teatros italianos y a Viena, consiguiendo un éxito muy bueno. La partition a été détruite pendant la Première Guerre mondiale. À l'époque moderne, elle a été jouée et enregistrée avec l'orchestration de Giancosimo Russo.[1]

- L'arlesiana (27 de noviembre de 1897, Teatro Lírico, Milán). Con libreto de Leopoldo Marenco, basado en la pieza de Alphonse Daudet, que había alcanzado cierto éxito de público en París en 1872, gracias a la música incidental que compuso para la ocasión Georges Bizet. De la ópera de Cilea, Enrico Caruso, quien cantó en el estreno, extrajo la romanza conocida como el lamento de Federico para futuros conciertos. Cilea continuó el trabajo en el débil libreto. Fue estrenada en una versión revisada el 22 de octubre de 1898, en Milán; una tercera versión en 1910; y una cuarta en 1937.

- Adriana Lecouvreur (6 de noviembre de 1902, Teatro Lírico, Milán). Es una ópera verista con libreto de Arturo Colautti sobre la pieza de Eugène Scribe. Es la única de ópera de Cilea que permanece en el repertorio.

- Gloria (15 de abril de 1907, Teatro alla Scala, Milán). El estreno contó con la dirección musical de Toscanini, pero fue un fracaso y tuvo que retirarse luego de dos representaciones. Cilea preparó una segunda versión, estrenada en 1932 que no tuvo mayor fortuna.